# ジジ・プリッツカー
ジジ・プリッツカー(Gigi Pritzker)ことジーン・プリッツカー（Jean Pritzker、1962年7月27日 - ）は、アメリカ合衆国の映画製作者である。富豪として知られるプリツカー家の一員である。
映画製作・出資会社のオッド・ロット・エンターテインメントを共同で設立した。『ラビット・ホール』(Rabbit Hole)、『ドライヴ』(Drive)、『最後の追跡』(Hell or High Water)などを製作したほか、2020年のエミー賞子供向けアニメシリーズ部門を受賞した『ドラゴン王子』(The Dragon Prince)などのテレビ番組の製作も行っている。

## 若年期
プリッツカーは1962年7月27日にイリノイ州シカゴで生まれた。父はジェイ・プリツカー、母はマリアン・"シンディー"・フレンドである。父ジェイは、父エイブラム・ニコラスの事業を引継ぎ、多数の企業を買収して弟ロバートと共にマーモン・グループを構築した。また、1957年にホテルチェーンのハイアットを設立した。母方の祖父はプラハ出身の裁判官・ヒューゴ・フレンドである。
プリッツカーは、スタンフォード大学で人類学の学士号を取得した。

## キャリア
プリッツカーは、ドキュメンタリー映画製作を学んだ後、友人のデボラ・デル・プレトとともに、カリフォルニア州カルバーシティで映画製作・出資会社オッド・ロット・エンターテインメントを設立した。2010年にニコール・キッドマン主演の『ラビット・ホール』、2011年にライアン・ゴズリング主演の『ドライヴ』を製作した。2013年11月、オースン・スコット・カードのSF小説を原作とし、ハリソン・フォードらが出演する映画『エンダーのゲーム』(Ender's Game)を公開した。
プリッツカーは、テッド・ローリンズとともにレリバント・シアトリカルズ(Relevant Theatricals)という会社を設立し、舞台作品の製作も行っている。同社は、ミュージカル『ミリオン・ダラー・カルテット』(Million Dollar Quartet)を製作した。
2015年、レジェンダリー・エンターテインメントの事業開発部長、クリント・キスカーとともにマディソン・ウェルズ・メディア（現 MWM）を設立し、オッドロット社とレリバント社をその傘下とした。

## 私生活
プリッツカーは、投資会社・DNSキャピタルのCEOなどを務めるマイケル・パッカー(Michael Pucker)と結婚した。マイケルとの間には3人の子供がいる。

## 作品
記載のないものはプロデューサーとして参加。

### 映画
| 年   | タイトル                                                             | 役職                           | 備考            |
| ---- | -------------------------------------------------------------------- | ------------------------------ | --------------- |
| 1989 | オペラ座の怪人 The Phantom of the Opera                              | ライン・プロデューサー         |                 |
| 1989 | Simple Justice                                                       | エクゼクティブ・プロデューサー |                 |
| 1997 | Hostile Intent                                                       | エクゼクティブ・プロデューサー |                 |
| 1998 | Ricochet River                                                       |                                |                 |
| 2001 | ウェディング・プランナー The Wedding Planner                         |                                |                 |
| 2004 | さよなら、僕らの夏 Mean Creek                                        | エクゼクティブ・プロデューサー |                 |
| 2005 | フーリガン Green Street                                              |                                |                 |
| 2007 | ワイルド・オブ・ザ・デッド Undead or Alive                           |                                |                 |
| 2007 | 恋の終わりの始め方 Suburban Girl                                     |                                |                 |
| 2007 | GAME［ゲーム］ Buried Alive                                          |                                |                 |
| 2008 | ザ・スピリット The Spirit                                            |                                |                 |
| 2009 | フーリガン2 プリズン・ブレイカーズ Green Street 2: Stand Your Ground |                                | Direct-to-video |
| 2009 | 最高の人生の選び方 The Open Road                                     | エクゼクティブ・プロデューサー |                 |
| 2010 | ラビット・ホール Rabbit Hole                                         |                                |                 |
| 2011 | フロム・プラダ・トゥ・ナダ From Prada to Nada                        |                                |                 |
| 2011 | ドライヴ Drive                                                       |                                |                 |
| 2013 | プールサイド・デイズ The Way, Way Back                               | エクゼクティブ・プロデューサー |                 |
| 2013 | エンダーのゲーム Ender's Game                                        |                                |                 |
| 2014 | ドラフト・デイ Draft Day                                             |                                |                 |
| 2014 | ローズウォーター Rosewater                                           |                                |                 |
| 2015 | チャーリー・モルデカイ 華麗なる名画の秘密 Mortdecai                  |                                |                 |
| 2016 | 最後の追跡 Hell or High Water                                        | エクゼクティブ・プロデューサー |                 |
| 2017 | ランドライン Landline                                                |                                |                 |
| 2019 | マザーレス・ブルックリン Motherless Brooklyn                         |                                |                 |
| 2019 | 21ブリッジ 21 Bridges                                                |                                |                 |
| 2020 | マイ・スパイ My Spy                                                  |                                |                 |
| 2021 | タミー・フェイの瞳 The Eyes of Tammy Faye                            |                                |                 |

### テレビ番組
| 年      | タイトル                       | 役職                               | 備考                                                               |
| ------- | ------------------------------ | ---------------------------------- | ------------------------------------------------------------------ |
| 2008    | リビング・ヘル Living Hell     |                                    | テレビ映画                                                         |
| 2017    | サン・レコード Sun Records     | 共同エクゼクティブ・プロデューサー | ミュージカル『ミリオン・ダラー・カルテット』を元にしたテレビドラマ |
| 2018    | ドラゴン王子 The Dragon Prince | エクゼクティブ・プロデューサー     |                                                                    |
| 2017−21 | ジーニアス Genius              | エクゼクティブ・プロデューサー     |                                                                    |